# セイヨウナツユキソウ
セイヨウナツユキソウ（Filipendula ulmaria・日本語表記でフィリペンドゥラ・ウルマリア
)は、バラ科シモツケソウ属の多年草。英名はメドウスイート(Meadowsweet)。漢字では「西洋夏雪草」と書く。

## 概要
モンゴルを原産地とし、草原に群生する。花や葉、根から甘い香りを発し、英名のメドウスィート（Meadow=草原、Sweet=甘い香り）もそこから由来する。花からはアスピリンが採取される。鎮痛、解熱などに効能を持つ。ストローイングハーブ（en）としても人気が高く、ストローイングハーブを用いることが常態化していたエリザベス王朝時代では使われる頻度の高いハーブであった。他にも香料や染料、茶などに利用された。

## 形状
茎は1-2mほどまで伸び、茎には赤みがかった紫のしわが出来る。葉は暗い緑色で下部の方は白っぽく軟らかくなっている。葉羽状に多岐に分かれ、いくつかの鋸状の小葉を先端につける。先端は3つから5つの切れ込みを作り4-8cmほど伸び、密集した白い花の房が不規則に派生する。花のつき方は集散花序で、咲く季節は6月から9月初頭。時々葉の中央脈からオレンジ色のカビ（en）が隆起してくることがある。

## 学名由来
Filipendulaはラテン語で「糸」を意味する「Filum」と、「下垂」という意味の「Pendulus」に由来する)。Ulmariaはラテン語でニレ属を意味するUlmusに由来する。これは、セイヨウナツユキソウの新緑の葉がニレに類似していることが理由である。

## ギャラリー

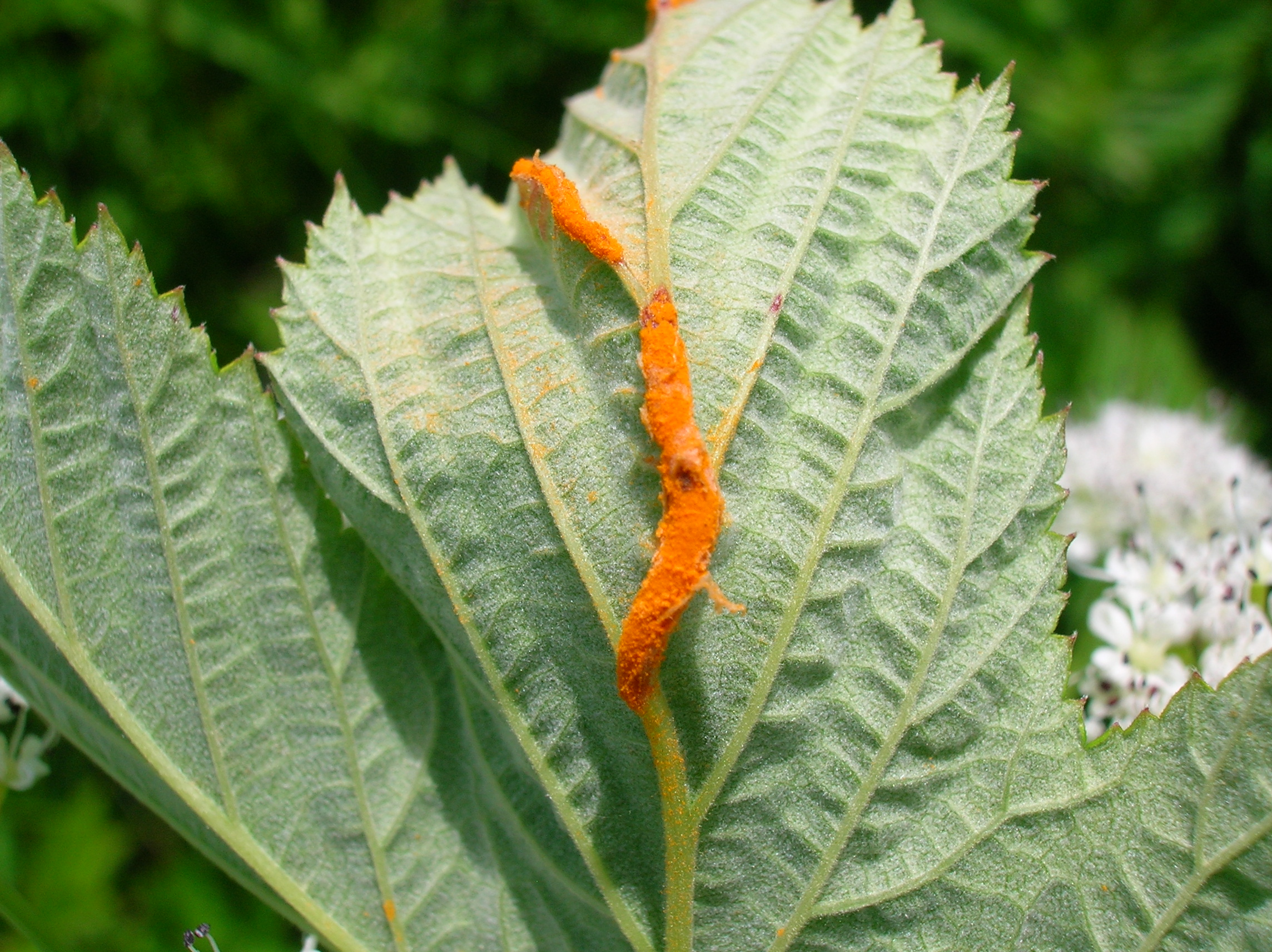
オレンジ色のカビが隆起している様子
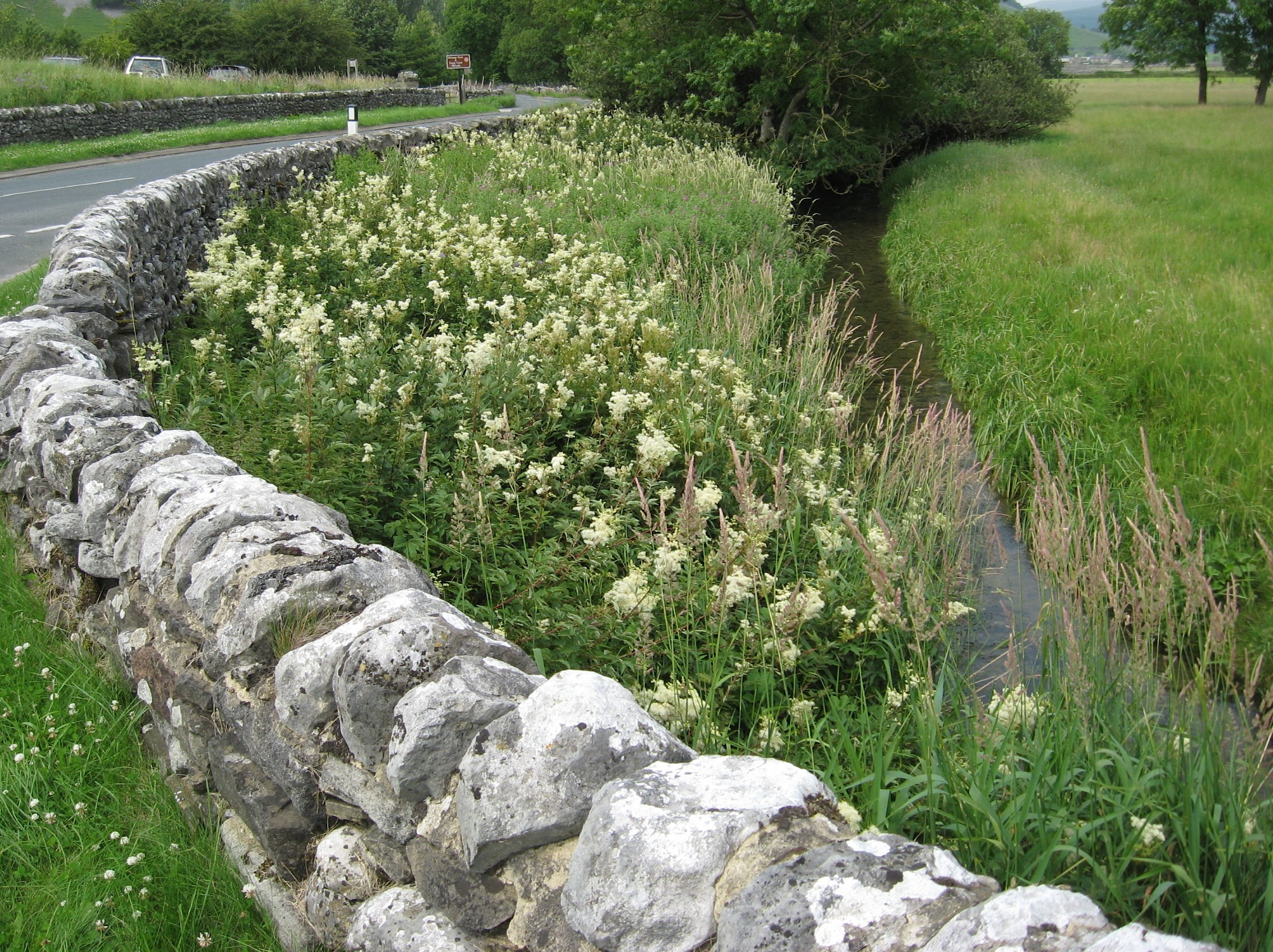
イングランドに自生するセイヨウナツユキソウ
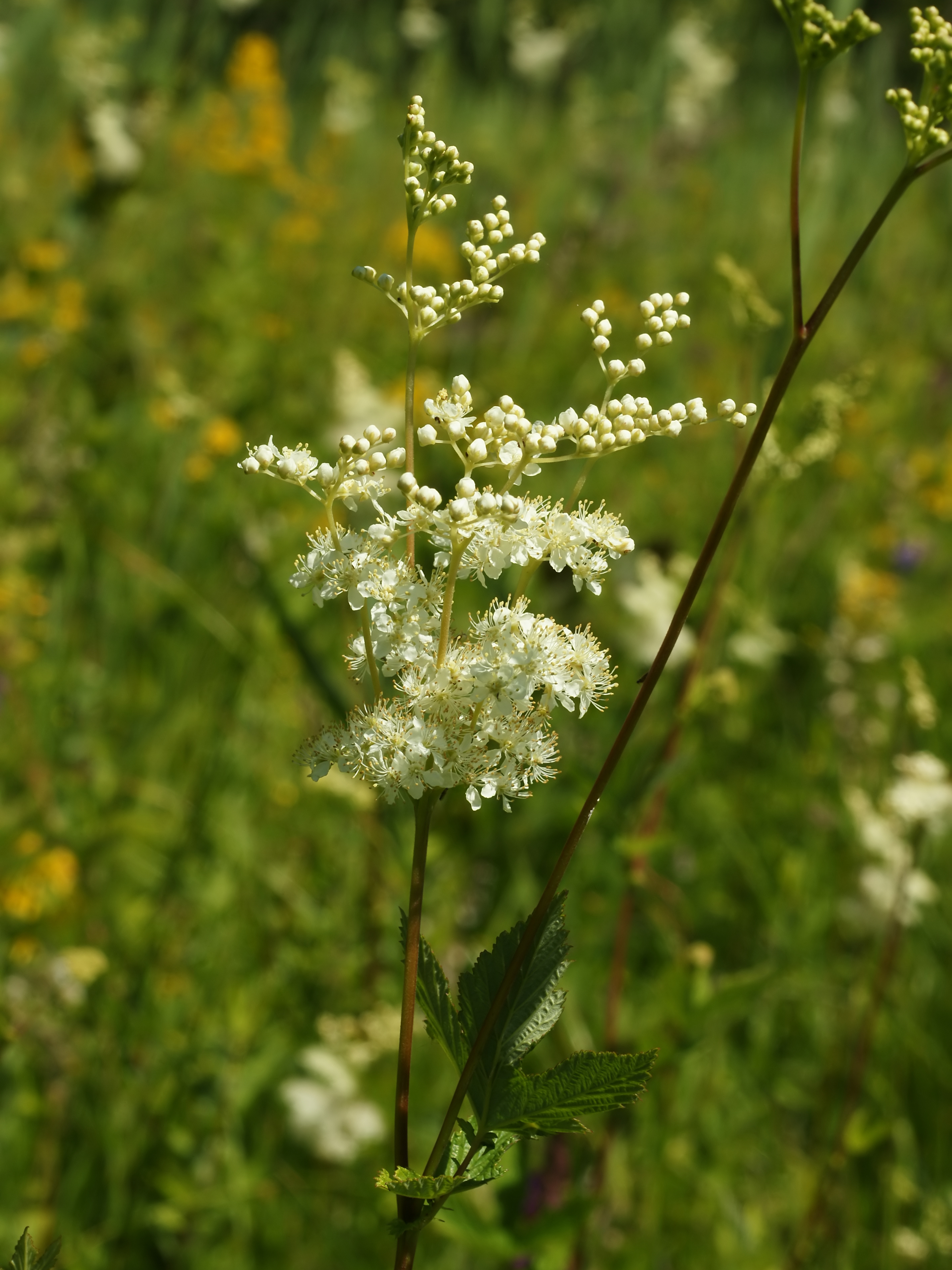